# شهدطوطیک نخلی
شهدطوطیک نخلی (نام علمی: Vini palmarum) گونه‌ای طوطی‌ها از خانواده طوطیان سبز است که در جزایر سانتا کروز و وانواتو یافت می‌شود. زیستگاه‌های طبیعی آن جنگل‌های جلگه‌ای نمناک نیمه‌گرمسیری یا گرمسیری، جنگل‌های کوهستانی نمناک نیمه‌گرمسیری یا گرمسیری و کشتزارها است. از دست دادن زیستگاه آن را تهدید می‌کند.